# Тамара Джейн Зелікова
Тамара Джейн Зелікова — науковиця зі зміни клімату, адвокатка і комунікаторка, зацікавлена у впливах змін навколишнього середовища на природні та керовані екосистеми. Її інтереси широкі і включають тропічну біогеохімію, а також вплив зміни клімату на великі і малі організми. Вона поєднує сильний акцент на дослідженнях з інтересом до наукової комунікації та залучення, розмірковуючи про шляхи розширення ролі науки у вирішенні глобальних проблем.
Зелікова є співзасновницею 500 Women Scientists, глобальної масової організації, яка ставить перед собою місію зробити науку відкритою, інклюзивною та доступною, а також боротися з расизмом, патріархатом та гнітючими суспільними нормами. Вона заснувала організацію після президентських виборів у США 2016 року, розчарована тим, що вона вважала зневажливим ставленням як до науки, так і до жінок. Вона внесла свій внесок у збірку письменниць про зміну клімату All We Can Save.

## Раннє життя та освіта
Тамара Джейн Зелікова народилася 24 березня 1978 року в єврейській родині в Україні. Коли їй було 12 років у 1990 році сім'я Зелікових переїхала до Атланти, штат Джорджія. Тамара вважає, що ідентичність єврейки-іммігрантки є важливою частиною її особистості. Раніше вона говорила, що була активною дитиною, і каже, що її цікавість те, як працює світ. Це було важливим фактором її інтересу до науки про екосистеми. Зелікова навчалася та закінчила Університет Джорджії за спеціальністю еколог. Пізніше вона отримала ступінь доктора філософії в Університеті Колорадо в Боулдері з екології та еволюційної біології.

## Кар'єра та дослідження
Тамара Зелікова — науковиця екосистем, режисерка і активістка. Вона є науковицею Університету Вайомінга. Її дослідження в першу чергу зосереджуються на розумінні впливу зміни клімату на екологічні системи, а також на вивченні того, як реагують організми, рослини та біогеохімічні цикли. Зелікова вважає своїми наставниками Майкла Бріда і Натана Сандерса, з якими співпрацювала під час роботи в CU Boulder.
Тамара Зелікова досліджує, як екосистеми реагують на зміни. Вона та її колеги виявили, що в змішаній прерії в умовах підвищеного вмісту вуглекислого газу рослинне співтовариство було більш стабільним. Вони також виявили більшу «рівномірність» у видах рослин. Це важливо, оскільки пасовищні різнаманіття прерій є цінними завдяки їхньому складу рослинного угруповання та кількості ключових видів корму. Це важливо для розуміння, як вони реагують на зміну клімату, пов'язану з порушенням екології. В іншому дослідженні, яке вивчало, як інвазивні види реагують на зміну клімату, вона та її команда виявили, що зростання інвазивних видів було набагато обмеженішим, ніж вони очікували в умовах потепління. Головним чином це відбувалося через багато особливостей зміни клімату, включаючи температуру, опади, текстуру ґрунту, і демографію рослин, що ілюструє взаємопов'язаний характер реакції рослин і тварин на зміну клімату. Інший приклад того, де її робота зосереджена на цих взаємодіях, включає її роботу в тропічних низинних лісах, де вона досліджує роль мурашок-листоїдів у викидах вуглекислого газу та метану, а також як їхні гнізда змінюють ландшафт і, роблячи це, змінюють переробку вуглецю, азоту і фосфору. Зовсім недавно дослідження пані Зелікової було зосереджено на пом'якшенні наслідків зміни клімату, зокрема, як сприяти більшому поглинанню вуглецю в ґрунті.

### 500 жінок-вчених
Зелікова є добре відома співзасновницею спільноти 500 жінок-вчених. Подія відбулася після обрання президента Трампа в 2016 році. Жінки-вчені заснували спільноту після занепокоєння щодо жінок у STEM та ненависної риторики, висловленої в кампанії Трампа, включаючи сексизм, неповагу та напади на меншини та іммігрантів. У всьому світі вони мають 165 капсул, які працюють разом, і 111 у Сполучених Штатах .

### Кінець снігу
Через продюсерську компанію, яку вона заснувала, «Hey Girl Productions» Зелікова випустила фільм під назвою «Кінець снігу». Кінець снігу — це короткометражний фільм, який розповідає про ряд персонажів, включаючи палеоеколога, власника ранчо та людину, яка збирає дані про снігопади на південному заході, оскільки вони борються з наслідками зміни клімату. Кінець снігу отримав багато нагород, зокрема нагороду за найкращий монтаж на Міжнародному фестивалі фільмів про дику природу, став фіналістом Міжнародного фестивалю гірського кіно у Ванкувері 2018 року та отримав нагороду Ekotopfilm Envirofilm 2017.

### Активізм та інші починання
Півтора року Тамара Зелікова працювала над політикою у Вашингтоні, округ Колумбія, коли була співробітницею Американської асоціації сприяння розвитку науки. Вона там працювала, коли була підписана Паризька угода. Проте позиція адміністрації Трампа щодо клімату розчарувала її. Зелікова також є співзасновницею LUCA Media Collective, некомерційної медіа-компанії, яка зосереджується на «допоміжних історіях». Крім того, в Коста-Риці пані Зелікова розробила спеціальний курс з наукової комунікації, який навчає студентів, як ефективно поширювати інформацію про свої дослідження серед політиків, державних та муніципальних службовців.

## Нагороди
Тамара Зелікова отримала численні нагороди як за активність, так і за внесок у науку. Вона нагороджена премією Grist 50 2018 і вказана в їхньому розділі як «стратегиня» для співзасновниць 500 жінок-вчених. Гріст перераховує одну з найбільш вражаючих частин 500 жінок-вчених як їхню функцію «Запит на науковиць», яка з'єднує журналісток, політикинь та інших з провідними жінками-вченими у всьому світі. Зелікова була стипендіатом Менденхолла в Геологічній службі США з 2010 по 2012 рік і науковою співробітницею Американської осоціації сприяння розвитку науки з наукової та технологічної політики в Міністерстві енергетики США. Вона також виграла премію Science Media Awards 2018 і стала стипендіаткою Summit In the Hub за свій інноваційний спосіб об'єднати науку та медіа, щоб розповідати історії та пропагувати відкриту, легку науку. Тамара була визнана в списку Bitch50 Bitch Media 2018 року за її роботу над створенням платформи Request a Woman Scientist.